# AMX-10 RC
L'AMX-10 RC és un vehicle de rodes blindat de reconeixement, d'origen francès. Amb capacitats caçatancs, és un model de blindat fabricat per l'empresa GIAT (Groupement des Industries de l'Armée de Terre, Grup de les Indústries de l'Exèrcit Terrestre).
L'any 2004, n'hi havia més de 300 en servei a l'exèrcit francès. També se'n van exportar 120 models, 108 al Marroc i 12 a Qatar.
L'AMX-10 RC és la versió ben armada i amb rodes del vehicle de combat d'infanteria AMX-10P. Tot i les seves similituds són vehicles que en combat fan tasques molt diferents. A causa de la seva bona mobilitat, capacitat amfíbia (tot i que posteriorment s'ha eliminat) i blindatge generalment les missions dels AMX-10 RC són de reconeixement en entorns perillosos o suport en combat.

## Història
El desenvolupament de l'AMX-10 RC va començar el 1970 per la necessitat de l'exèrcit francès d'un vehicle blindat ràpid capaç de combatre blindats mitjans i oferir reconeixement. El 1971 ja tenien el primer prototip a punt.

Alçat d'un AMX-10 RC

La producció en sèrie va començar el 1976 i es va realitzar a les fàbriques de GIAT de Roanne, havent corregit ja els errors i mancances dels prototips. Els primers vehicles a ser finalitzats van haver d'esperar fins a l'any 1979. I les entregues a l'exèrcit francès van començar el 1981.
A partir del 1990 es va suprimir el component amfibi del vehicle eliminant els jets de propulsió aquàtica, les planxes frontals i muntant més blindatge al vehicle.
L'any 2000 l'exèrcit francès va contractar una companyia per dissenyar i aplicar una modernització a 250 dels seus AMX-10 RC (que va passar-se a denominar AMX-10 RC Renové). Les peticions dels comandaments francesos eren una millora del blindatge de la tripulació i del motor, especialment contra blindatge perforant i projectils de calibres mitjans. També es van instal·lar suspensions hidràuliques noves, de funcionament elèctric, juntament amb un sistema de comunicacions millorat, el PRG4. A més a més també es va instal·lar un sistema de detecció d'amenaces làser i un sistema de d'identificació amic-enemic (IFF).
La tasca de renovació del blindat va acabar l'any 2010. I des d'aleshores el model s'ha mantingut igual.

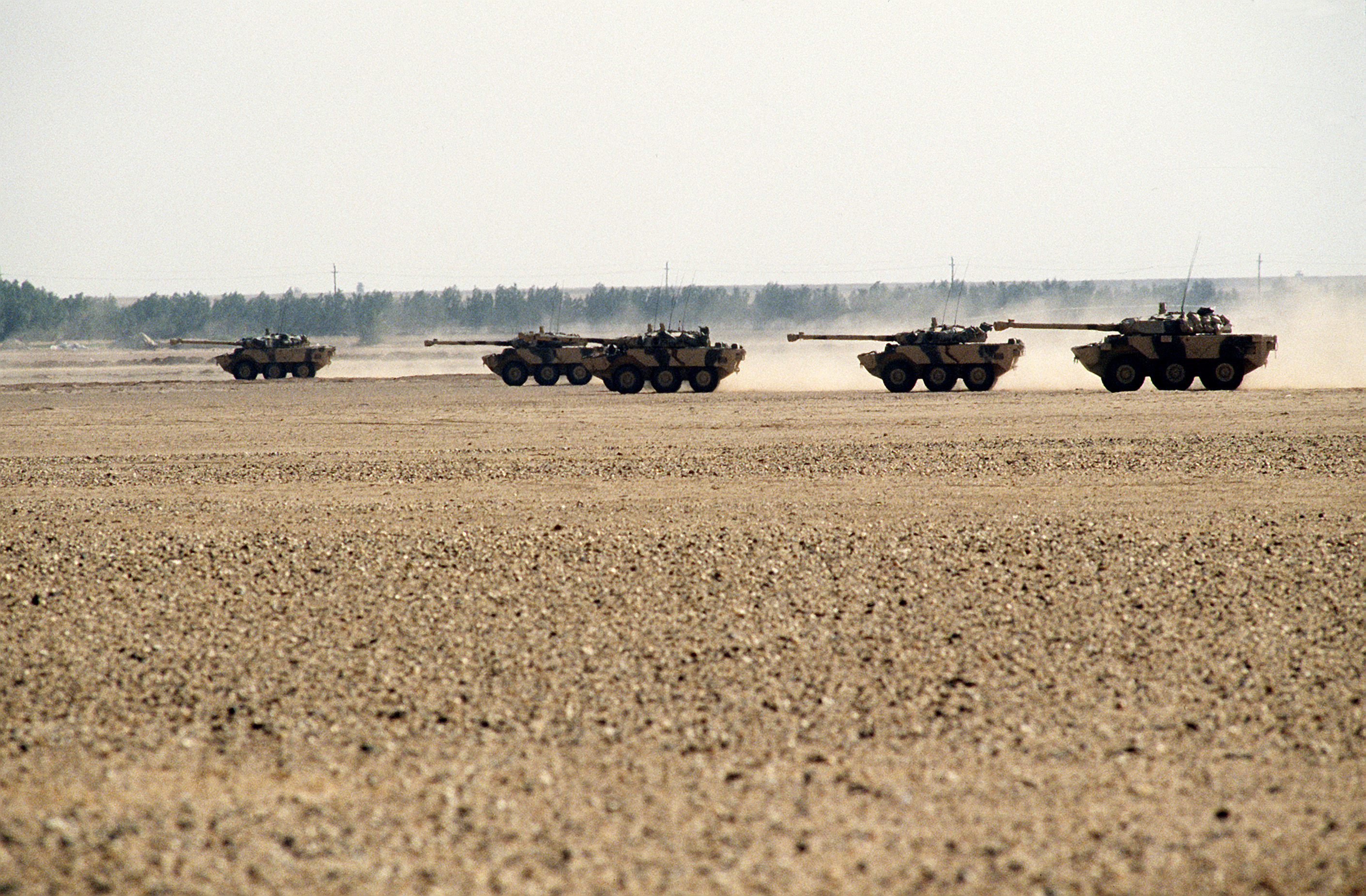
Vehicles de reconeixement francesos AMX-10 RC movent-se pel desert durant l'operació Escut del desert de la Guerra del Golf.

Paral·lelament als canvis i modificacions, l'exèrcit francès va participar en diversos conflictes armats on van usar l'AMX-10 RC. La primera acció on es van provar els aleshores nous vehicles va ser al Txad, durant l'operació Manta de 1983. En aquesta intervenció francesa, entre els anys 1983 i 1984, al conflicte entre el Txad i Líbia es van desplegar alguns AMX-10 RC.
Més tard també van participar en la Guerra del Golf, entre els anys 1990 i 1991. On van suplir molt bé la mancança inicial de tancs de les forces franceses, que posteriorment, encara que l'AMX-10 RC fes una bona tasca com a suport per a la infanteria, van decidir enviar tancs de combat principal.
Com a part de la coalició l'exèrcit francès també participa en la Guerra de l'Afganistan, començada l'any 2001. El recompte d'AMX-10 RC desplegats a principis de l'any 2011 era d'un total de 13 unitats.
També a l'Operació Serval, que va començar l'11 de gener de 2013, s'hi han desplegat alguns blindats AMX-10 RC.

## Blindatge i distribució

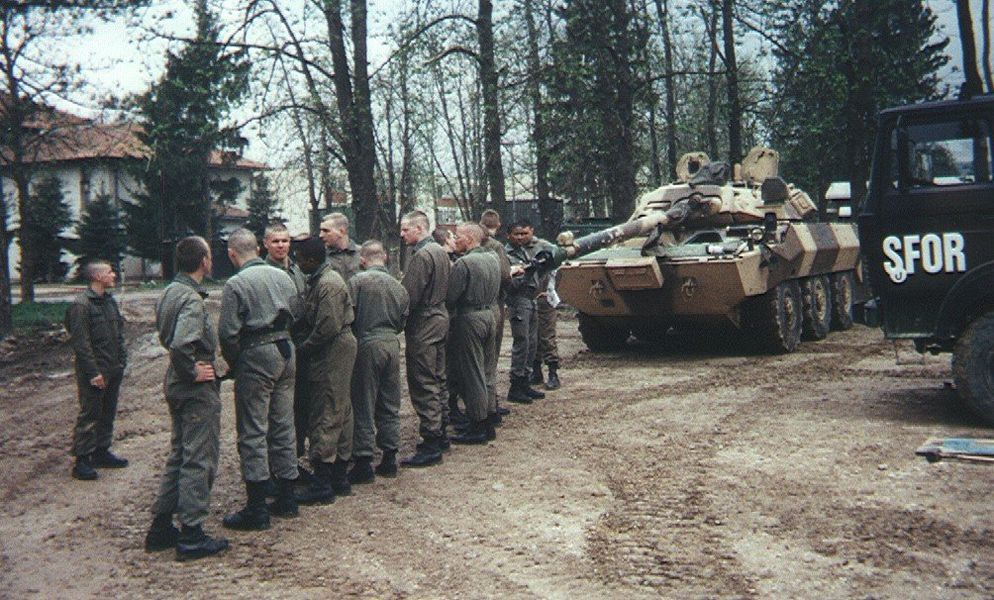
Un grup de soldats netejant el canó de 105 mm d'un AMX-10 RC.

El cos del vehicle és una barcassa d'alumini resistent a l'oxidació amb la torreta centrada a sobre. El blindat consta de 6 rodes independents amb un sistema de suspensió hidropneumàtica que pot regular la distància al terra de cada roda. L'alçada respecte a terra és variable i té 4 posicions prefixades segons el terreny per on es mou: carretera, camp a través, tot-terreny i suspensió alta, per superar obstacles difícils. Això s'aconsegueix mitjançant una bomba hidràulica acoblada al càrter de distribució del motor.
El blindatge, fins a la renovació de l'any 2000, era únicament un xassís d'alumini. Després de la renovació s'hi van afegir pedaços d'acer trempat d'alta resistència per millorar la protecció del vehicle. Els afegits, de 10 mm de gruix, estan inclinats i a més a més estan separats una petita distància del cos del blindat, fent que els projectils enemics explotin prematurament i sense efectivitat. Els AMX-10 RC que han estat modificats amb el blindatge són fàcilment identificables per la forma de falca dels seus laterals.
Els problemes defensius de l'AMX-10 RC, com en d'altres blindats lleugers moderns, provenen del cos d'alumini. L'alumini té un punt de fusió relativament baix (660 °C aprox.), a causa d'això els aliatges que se'n deriven també tenen un punt de fusió baix; això fa que en situacions d'atac amb explosius potents el blindatge pugui quedar inutilitzat. Això ha provocat que en alguns casos la tripulació n'hagi sortit malferida i, fins i tot, que hi hagi hagut morts.
L'AMX-10 RC també inclou un sistema de protecció nuclear, biològic i químic (NBQ) mitjançant la pressurització i filtració de l'aire. També té un comptador Geiger per mesurar la radiació i un dosímetre DUK-DUR 440.

## Armament principal

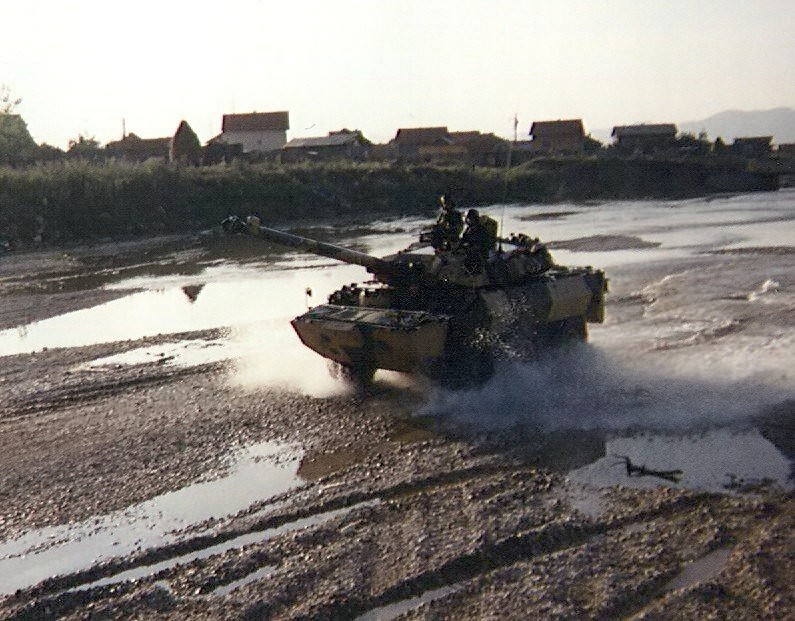
Un AMX-10 RC a una zona fangosa prop de Sarajevo durant una missió de l'SFOR l'any 1997

L'AMX-10 RC està armat amb un canó de 105 mm F2 (MECA) de 5,04 metres de llargària. L'abast del canó és de 1250 metres amb un projectil de fragmentació i de 1800 amb un projectil perforant. El canó F2, a diferència de l'F1 amb el qual es va equipar l'AMX-30, està especialment dissenyat per ser usat en vehicles de pes inferior a les 30 tones. A causa d'una combinació de lleugeresa material i ratllat, només pesa 720 kg.
El seu disseny lleuger l'obliga a fer servir munició especial menys potent, que no és compatible amb les municions de 105 mm de l'OTAN. La pressió que assoleix la recambra no passa de 210 MPa, cosa que el cataloga com a canó de pressió mitjana.
El projectil s'introdueix directament i es tanca el mecanisme automàticament. L'AMX-10 RC porta un total de 38 projectils de 105 mm. 12 projectils estan a les parets de la torreta i els altres 26 estan situats a la dreta del conductor horitzontals. El carregament de projectils usual del blindat és de 10 projectils APFSDS, 9 projectils de càrrega buida i 19 projectils de fragmentació.

## Armament secundari
L'armament secundari de l'AMX-10 RC són 4 llançadors de fumígens amb 16 càrregues capaços de generar una cortina de fum i dues metralladores, una coaxial i una accionada per la tripulació fora del vehicle, opcional.

## Sistema motor
El sistema motor de l'AMX-10 RC és un motor dièsel de 4 temps Baudouin Model 6F11 SRX de 280 CV (208.8 kW). Els pistons estan en V, a 90°. La transferència del parell motor és hidràulic. Disposa d'una caixa de canvis amb quatre marxes cap endavant i quatre cap enrere.

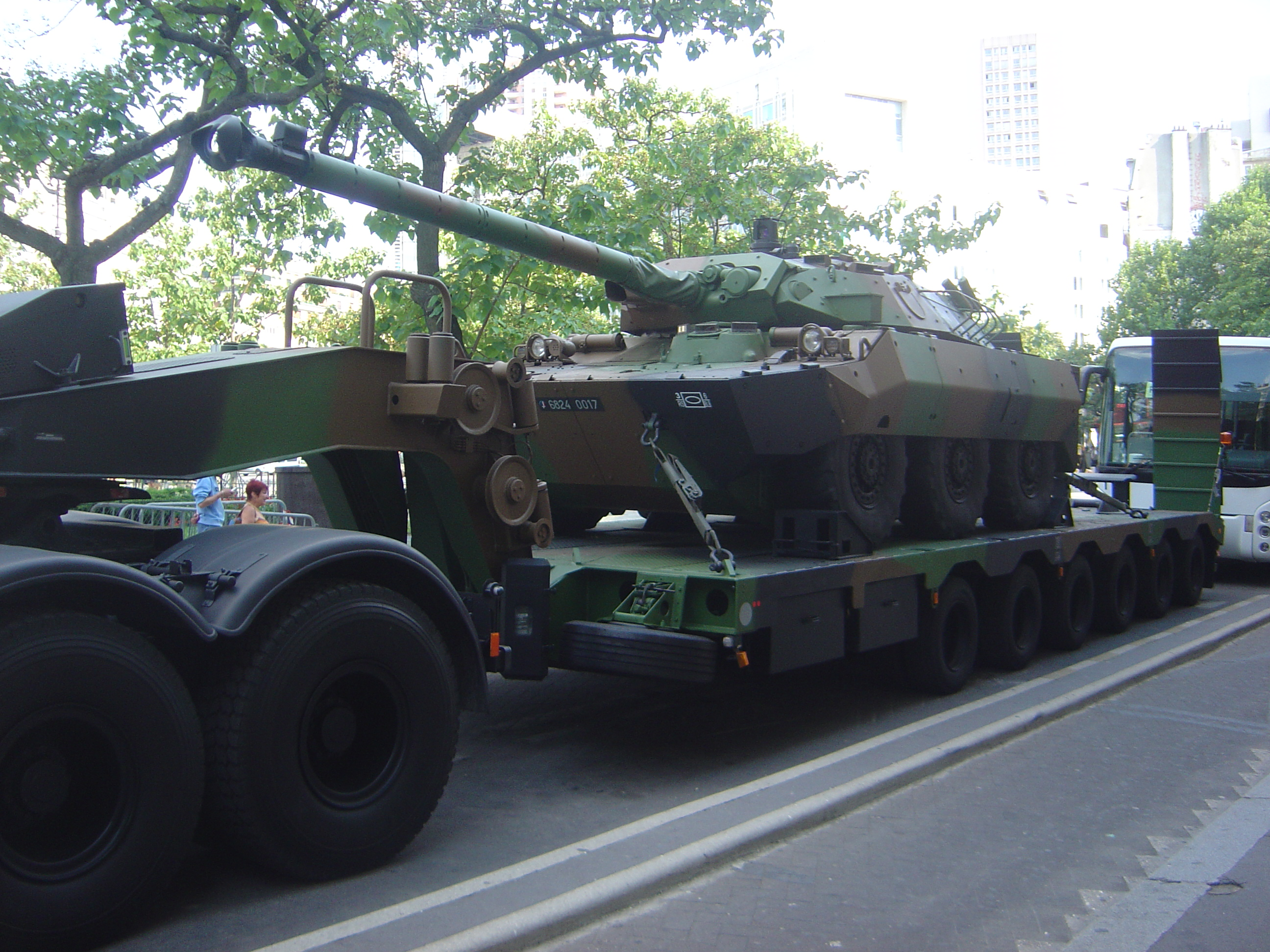
AMX-10 RC sent transportat amb un remolc. En aquest model s'hi pot apreciar clarament el blindatge afegit d'acer, que li dona forma de falca al lateral.

Els primers exemplars que es van fabricar, a diferència del model estàndard, va dur un motor Hispano-Suiza HS-115 de 280 CV.
L'autonomia del vehicle és de 800 km, o 17 hores de combat, portant 525 L de combustible.

## Equip electrònic i òptic
Des de la modernització del blindat l'apartat electrònic ha passat a tenir un pes més important. Durant la renovació s'hi va incorporar un sistema actiu d'autoproteció per làser infraroig. I també s'hi va incorporar un sistema de direcció del combat (Système d'Information Terminal) V1. Hi ha 3 sistemes de telecomunicacions a l'AMX-10 RC segons el model: TRVP 213, TRVP 13 o PR4G.
L'AMX-10 RC també pot combatre de nit gràcies a l'ús d'un sistema de visió nocturna (TVBNL) Thomson-CSF-13 Sagem DIVT que permet observar fins a 1200 metres per pantalla, tant al pilot com a l'artiller. Tot i que en els models més moderns s'ha substituït per una càmera de visió tèrmica DIVT 16 CASTOR, que permet una observació fins a 4.000 m.

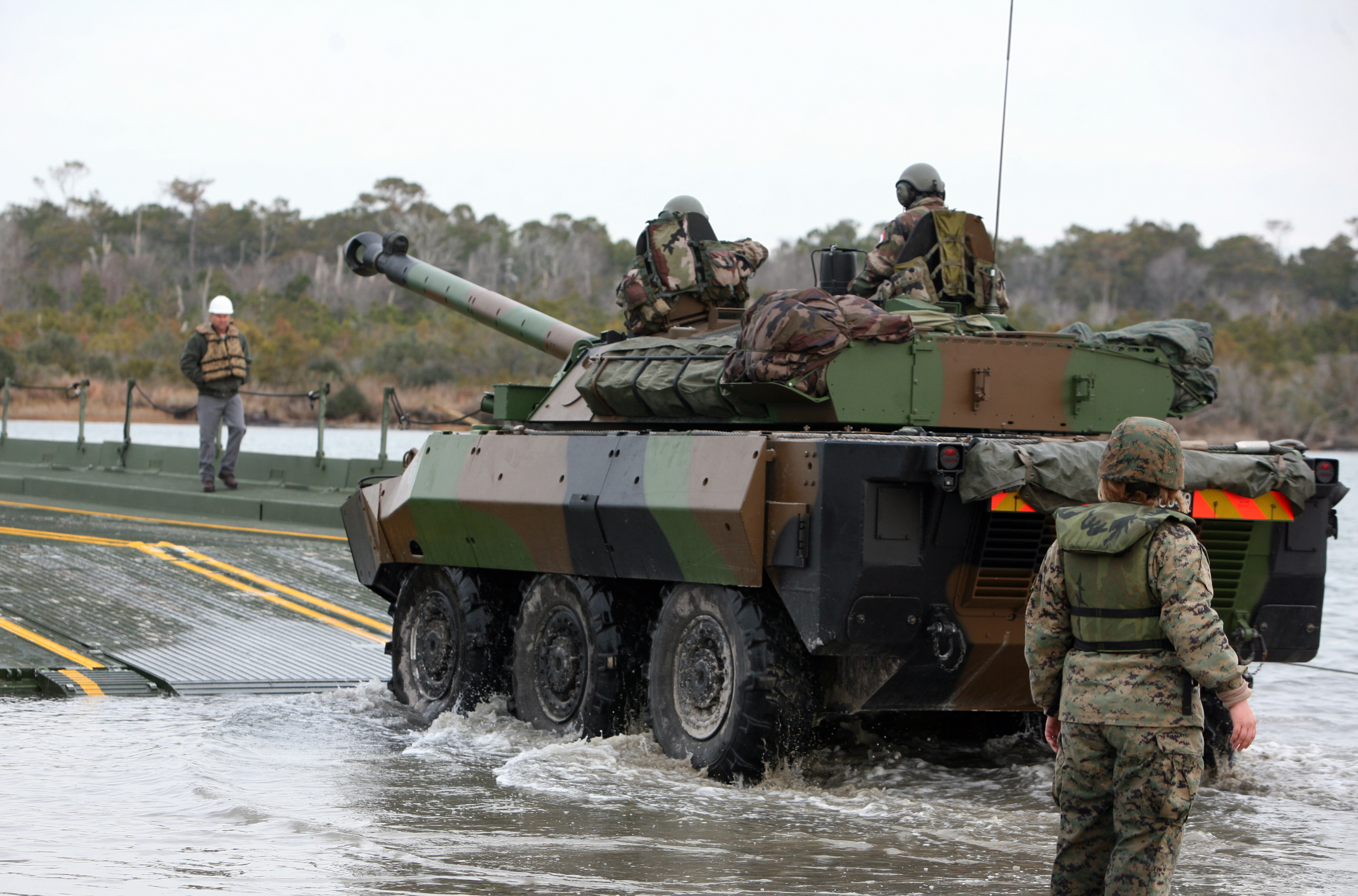
Un AMX-10 RC francès creua un pont estès pel Cos de Marines dels Estats Units durant un exercici conjunt.

Per disparar l'artiller usa una mira telescòpica SOPELEM M504 o M5637 de fins a 10 augments; a més a més, disposa de dos periscopis M336, amb una visibilitat de 950 m, que permeten tenir un millor control sobre la rodalia del blindat.
El comandant del vehicle té una mira-periscopi M389, de 2 augments, per disparar la metralladora coaxial. Per apuntar amb el canó de 105 mm disposa d'una mira de 8 augments. Gira 360° i té una elevació de -12 a 24°. Un cop identificat l'objectiu, el comandant del vehicle pot operar directament la torreta i l'arma, dirigits des del casc del comandant. A més a més, també disposa de periscopis al voltant de l'escotilla.

## Substitució
Amb el programa Scorpion està previst substituir els AMX-10 RC, i els ERC 90, pel vehicle EBRC (Engin Blindé de Reconnaissance et de Combat).
Es considera que la substitució es començarà el 2020 i que, a mesura que es vagin entregant els EBRC, s'aniran retirant del servei els AMX-10 RC i els ERC 90.